# Schattenbahnhof
Ein Schattenbahnhof ist ein Element einer Modelleisenbahn-Anlage. 
Es handelt sich dabei um eine Gruppe von Abstellgleisen für komplette Züge, die sich unter der eigentlichen Landschaftsplatte (im Schatten) der Anlage, bei Großanlagen wie bei Modellbahnvereinen mitunter auch in einem separaten Raum befindet, wobei die Zufahrt beispielsweise als Tunnel im Gebirge getarnt sein kann, die teilweise mit Hilfe einer Gleiswendel in den Bahnhof führt. Dort lassen sich mehrere Züge mittels einer Gleisharfe für den Betrachter unsichtbar abstellen, um den Fahrbetrieb durch temporäres Abstellen und Austauschen von Zügen abwechslungsreicher zu gestalten. 

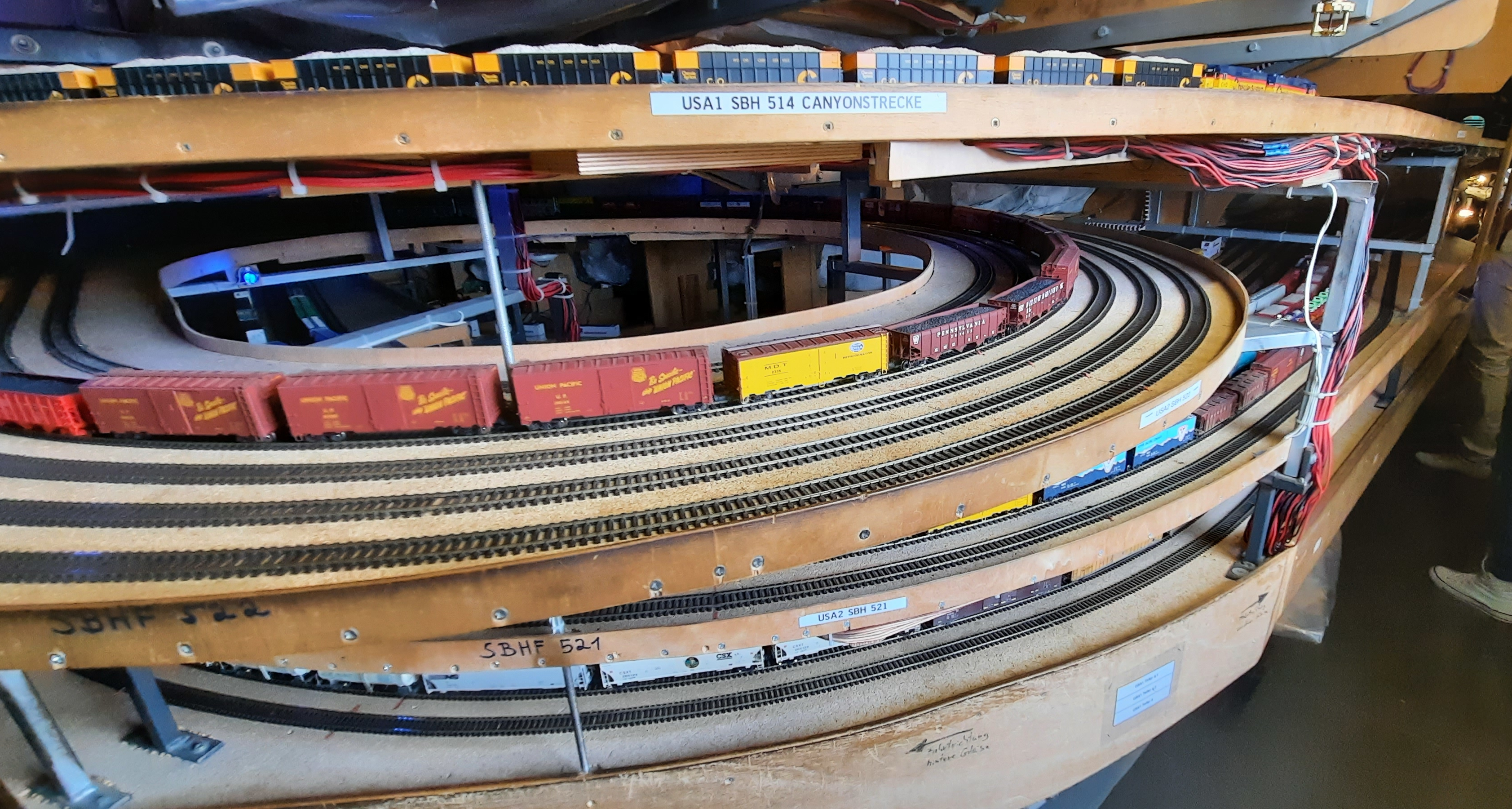
Schattenbahnhof im Miniatur Wunderland Hamburg

So kann beispielsweise ein unbeladener Güterzug in ein Bergwerk einfahren, aus dem er beladen wieder herausfährt. Tatsächlich sind das zwei verschiedene Züge, die sich im Schattenbahnhof ablösen. Da ein Schattenbahnhof in der Regel nicht einsehbar ist, sollte die Abwicklung des Fahrbetriebes automatisiert erfolgen. Wurde hierfür früher Relais-Technik angewandt, sorgen inzwischen elektronische Schaltungen für einen standardisierten Betrieb. Wird die Modellbahn mittels PC gesteuert, ist die Regelung der Zugfahrten im Schattenbahnhof dort mit eingeschlossen. Eine Alternative ist die Installation einer einfachen Überwachungskamera, welche das Bild des Schattenbahnhofes auf einen kleinen Monitor überträgt. So kann die Schattenbahnhofssteuerung wie bei einem normalen Bahnhof über ein Gleisbildstellwerk erfolgen.
Ein etwas anderes Konzept, Züge umzustellen und auszutauschen, ist der Fiddle-Yard, der bewusst für manuellen Eingriff des Bedieners gebaut ist und daher auch offen und einsehbar angelegt ist. Hier kann mit minimalem Aufwand die Reihung der Wagen im Zug verändert werden, um so den Zugbetrieb abwechslungsreicher zu gestalten.